# Drosophila lacteicornis
Drosophila lacteicornis este o specie de muște din genul Drosophila, familia Drosophilidae, descrisă de Toyohi Okada în anul 1965. Conform Catalogue of Life specia Drosophila lacteicornis nu are subspecii cunoscute.